# Onofrio Palumbo

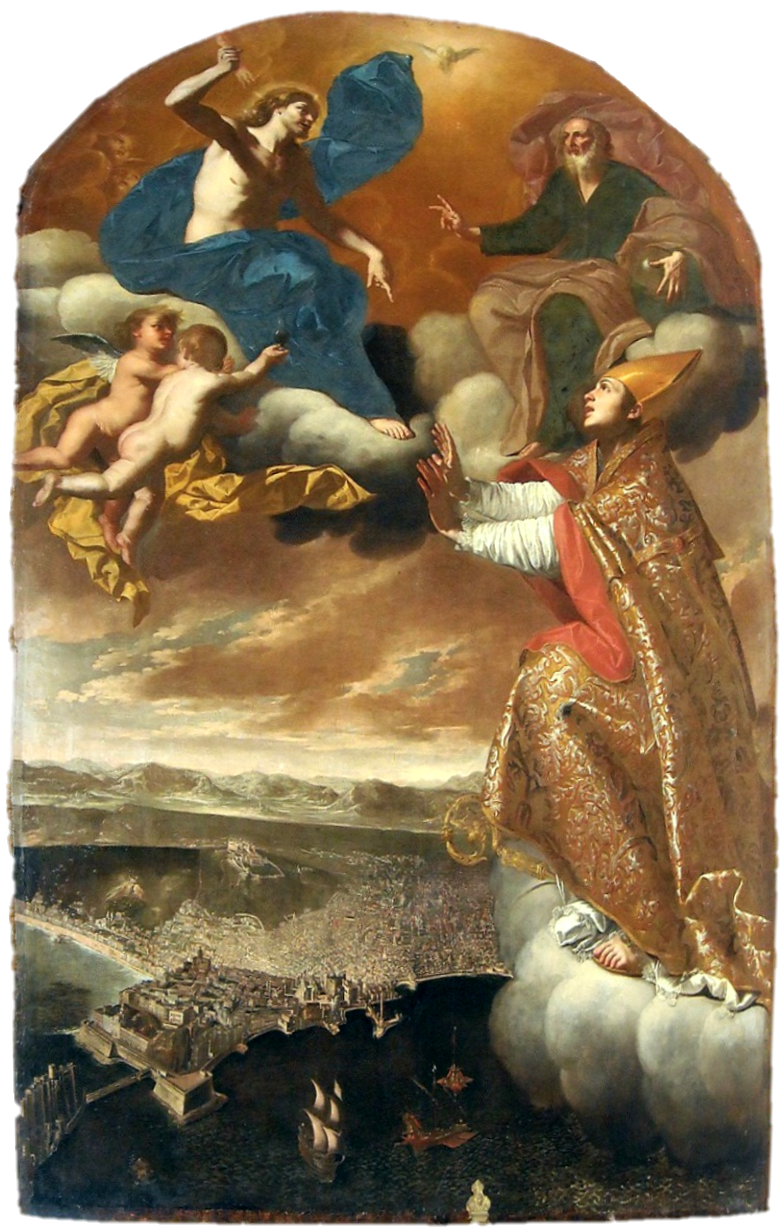
Onofrio Palumbo: Der hl. Gennaro bittet die Trinität für die Stadt Neapel, 1651, Altarbild in der Kirche Santissima Trinità dei Pellegrini, Neapel

Onofrio Palumbo oder Palomba (aktiv um 1640–50 in Neapel) war ein italienischer Maler des Barock aus der neapolitanischen Schule.

## Leben
Über diesen Künstler ist nur wenig bekannt und gesicherte Werke von seiner Hand sind rar.
Bernardo De Dominici nennt ihn Onofrio Palomba, eine Namensform, die auch in Dokumenten vorkommt. Porzio wies darauf hin, dass er identisch sein könnte mit einem „Honofrio, Sohn des Tiberio Palomba und der Portia Greco“ („Honofrio f(igli)o di Tiberio Palomba, et Portia Greco“), der am 13. September 1606 in der neapolitanischen Kirche Santa Maria della Carità getauft wurde, einer Gemeinde, wo viele Künstler lebten.
Laut De Dominici war Palumbo zuerst Schüler von Battistello Caracciolo, wechselte dann aber zu Artemisia Gentileschi, da ihm deren Malerei besser gefiel. Durch mittlerweile aufgefundene Dokumente wird eine Verbindung zur Gentileschi bestätigt: 1653 und 1654 arbeiteten sie und Palumbo an einigen Bildern zusammen, und kurz darauf kam es anscheinend zu einem Rechtsstreit zwischen den beiden.

Es wurde auf eine teilweise umfangreiche Mitwirkung Palumbos bei Arbeiten aus der Werkstatt der Gentileschi hingewiesen, wie bei einem Urteil des Paris in Wien (Akademie der Bildenden Künste), und ganz besonders auch in Gentileschis Gemälden Bathseba im Bade (Columbus Museum of Art), und der Anbetung der Könige in der Kathedrale von Pozzuoli (um 1640). 

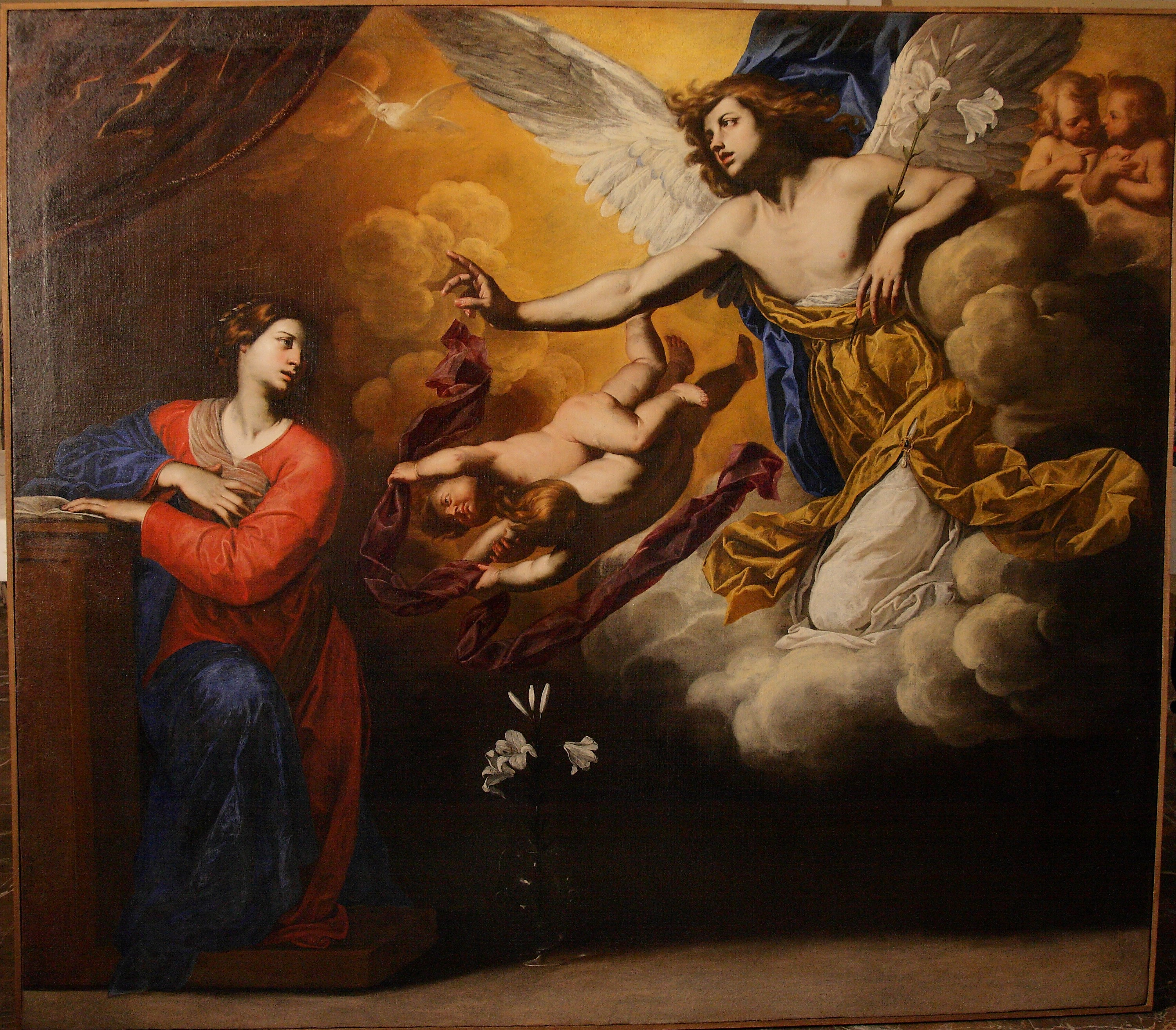
Verkündigung (1641), 200 × 245 cm, Öl auf Leinwand, Santa Maria della Salute, Neapel

 Die beiden letzteren Werke zeigen außerdem ähnliche Merkmale wie zwei mittlerweile Palumbo zugeschriebene Gemälde, eine Verkündigung und eine Geburt Jesu in der neapolitanischen Kirche Santa Maria della Salute, die nachweislich 1640 und 1641 entstanden und bezahlt wurden; diese waren früher abwechselnd Massimo Stanzione, Francesco Guarini und Paolo Finoglio zugeschrieben worden, mit denen stilistische Ähnlichkeiten bestehen.
Als Frühwerke Palumbos gelten mittlerweile eine Auferstehung Christi in Dresden (Gemäldegalerie Alte Meister, Inv. 2666) und eine Kreuzigung in einer Privatsammlung in Saragossa; die letztere ist mit den Initialen „NP“ signiert, doch Porzio wies darauf hin, dass das N für „Nufrio“ stehen könnte – eine bekannte dialektale Variante des Namens Onofrio. Das Dresdner Bild hat außerdem stilistisch klare Verbindungen zu einer Befreiung des hl. Petrus aus dem Kerker in London (Whitfield Fine Art Museum).
Eindeutig als Werke Palumbos dokumentiert sind einige Bilder, die er ursprünglich 1650 für die Kirche Santa Maria Egiziaca a Pizzofalcone malte. Es handelt sich um das Hauptaltarbild Madonna della Purità mit den Hl. Maria von Ägypten und Zosimo, und eine heute in der Sakristei der besagten Kirche befindliche Darstellung der Heiligen Familie; ein drittes Gemälde mit Sieben Erzengeln in Anbetung der Trinität hielt man lange für verloren, wurde aber wiedergefunden und befand sich 2006 in der Arciconfraternita di San Giuseppe dei Nudi (Neapel).
Im April 1651 schloss Palumbo einen Dienstvertrag (eine sogenannte locatio servitiorum) mit einem Mitarbeiter namens Giuseppe Trombatore, einem ansonsten unbekannten Maler und Epigonen von Mattia Preti.
Das berühmteste Werk Palumbos, und ein Meisterwerk von exquisiter Eleganz und Schönheit, ist das Altarbild Der hl. Gennaro bittet die Trinität für die Stadt Neapel in der Kirche Santissima Trinità dei Pellegrini in Neapel; das Bild enthält im unteren Teil eine außergewöhnliche Ansicht der Stadt aus der Vogelperspektive von dem Lothringer Spezialisten Didier Barra, genannt: Monsù Desiderio. Das Gemälde entstand auf Kosten eines Francesco De Luca während der Renovierung des Gebäudes im Jahr 1651, als der hl. Filippo Neri zum Patron der dortigen Arciconfraternita gewählt wurde. Es ist auch das einzige Werk Palumbos, das von De Dominici erwähnt wird. Für dasselbe Ereignis malte Palumbo außerdem das Gemälde Der hl. Filippo Neri empfiehlt die Compagnia der Hl. Trinität auf einem der Altäre derselben Kirche.
Wenn man De Dominici glauben dürfte, starb Palumbo aus Gram nach Streitereien mit „Verwandten“ („parenti“) – wobei Porzio meinte, dass es sich dabei um den nachgewiesenen Rechtsstreit mit Artemisia Gentileschi um 1653–54 handeln könnte. Palumbos Todesdatum ist (noch) nicht bekannt, laut einem Inventar ist nur gesichert, dass er 1672 bereits verstorben war. Möglicherweise starb er während der verheerenden Pest von 1656, wie auch viele andere Maler Neapels.
Aufgrund deutlicher stilistischer Ähnlichkeiten wird vermutet, dass der in den 1660er und 1670er Jahren tätige Maler Giuseppe Di Franco ein Schüler Palumbos war.